# Asamblea Nacional (Cabo Verde)
La Asamblea Nacional (en portugués: Assembleia Nacional) es el organismo unicameral a cargo del poder legislativo de la República de Cabo Verde, es elegida por términos de 5 años. Es sucesora de la Asamblea Nacional Popular disuelta en 1992, tras el fin del gobierno socialista imperante desde la independencia, en 1975.

## Historia

### Constitución de 1992
Entre 1975 y 1990, Cabo Verde fue un estado socialista dominado por el Partido Africano de la Independencia de Cabo Verde (llamado Partido Africano para la Independencia de Guinea y Cabo Verde entre 1975 y 1981). Con la llegada del multipartidismo en 1990, se aprobó una nueva constitución democrática que entró en vigor oficialmente el 22 de septiembre de 1992. En ella se reemplazaba la "Asamblea Nacional Popular" de 79 miembros por la "Asamblea Nacional", que tenía 72. La nueva constitución hacía del país una república semipresidencialista en la cual el Presidente de la República ya no era elegido por la Asamblea, sino por votación popular.

### Historia electoral
En las siguientes elecciones, celebradas el 17 de diciembre de 1995, el MPD ganó 50 escaños y el PAICV ganó 21. El Partido Convergencia Democrática (PCD) ganó la plaza restante. Después de las elecciones del 14 de enero de 2001, la Asamblea tiene un total de 72 miembros elegidos por votación popular mediante el Sistema d'Hondt para un mandato de cinco años.
Cuatro partidos y una coalición se presentaron en la elección. Eran el PAICV, el MPD, el Partido de la Renovación Democrática (PRD) y el Partido Socialdemócrata (PSD). Tres partidos - el Partido de la Convergencia Democrática (PCD), la Unión Democrática e Independiente de Cabo Verde (UCID), y el Partido de la Solidaridad y el Trabajo (PTS) - formaron una coalición conocida como la Alianza Democrática para el Cambio (ADM). El PAICV obtuvo mayoría simple con 40 escaños, el MpD obtuvo 30 y la ADM los dos restantes. Solo ocho de los parlamentarios electos en estos comicios eran mujeres.
Después de la elección parlamentaria de Cabo Verde de marzo de 2016, el Movimiento para la Democracia obtuvo mayoría simple. Después de la elección Ulisses Correia e Silva fue elegido Primer ministro y Jorge Pedro Mauricio dos Santos fue elegido Presidente de la Asamblea Nacional. Después de esta derrota, el PAICV no presentó candidato en las elecciones presidenciales, garantizando una segunda victoria para Jorge Carlos Fonseca.

## Presidentes de la Asamblea Nacional
| Presidente                        | Inicio                   | Final                 |
| --------------------------------- | ------------------------ | --------------------- |
| Amilcar Spencer Lopes             | 22 de septiembre de 1992 | 29 de enero de 1996   |
| António do Espírito Santo Fonseca | 30 de enero de 1996      | 12 de febrero de 2001 |
| Aristides Raimundo Lima           | 13 de febrero de 2001    | 10 de marzo de 2011   |
| Basílio Mosso Ramos               | 11 de marzo de 2011      | 20 de abril de 2016   |
| Jorge Pedro Mauricio dos Santos   | 21 de abril de 2016      | En el cargo           |